# Aneka Kerr
Aneka Kerr (1 de março de 1981) é uma basquetebolista neozelandesa.

## Carreira
Aneka Kerr integrou a Seleção Neozelandesa de Basquetebol Feminino em Pequim 2008, terminando na décima posição.